# КРК Генк
КРК Генк (на нидерландски: Koninklijke Racing Club Genk), познат още като Расинг Генк е белгийски футболен клуб от град Генк, провинция Лимбург. Създаден е през 1988 г. чрез сливането на „Waterschei Thor“ и „KFC Winterslag“. Един от четирите най-успешни клубове в Белгия и редовен участник в Европейските клубни турнири по футбол.

## Успехи
Белгийска Про Лига
- Шампион (4): 1998/99, 2001/02, 2010/11, 2018/19,
- Вицешампион (3): 1997/98, 2006/07, 2022/23

Белгийска втора лига
- Шампион (1): 1975/76
- Вицешампион (2): 1986/87, 1995/96

Купа на Белгия
- Носител (5): 1997/98, 1999/2000, 2008/09, 2012/13, 2020/21
  -  Финалист (1): 2017/18

Суперкупа на Белгия
- Носител (2): 2011, 2019
- Финалист (5): 1998, 1999, 2000, 2002, 2009

## Известни футболисти
- Люк Нилис
- Бранко Струпар
- Барт Гоор
- Марк Хендрикс
- Филип Клемент
- Кевин Ванденберг
- Уесли Сонг
- Томас Чателе
- Фарис Харун
- Логан Бейли
- Кевин Де Брюн
- Тибо Куртоа
- Тиаго Силва
- Жоао Карлуш
- Жан-Филип Кайе
- Кшиштоф Букалски
- Ференц Хорват
- Дидие Зокора
- Йосип Скоко
- Игор Томашич
- Мирсад Бешлия
- Сънди Олисех
- Орландо Енгелаар
- Аарон Мокоена